# Amphoe Mueang Loei
Amphoe Mueang Loei (Thai: อำเภอเมือง เลย}, Aussprache: ʔāmpʰɤ̄ː mɯ̄aŋ lɤ̄ːj) ist ein Landkreis (Amphoe – Verwaltungs-Distrikt) in der Provinz Loei. Die Provinz Loei liegt die im nordwestlichen Teil der Nordostregion von Thailand, dem so genannten Isan.

## Geographie
Benachbarte Distrikte (von Norden im Uhrzeigersinn): die Amphoe Chiang Khan, Pak Chom, Na Duang, Erawan, Wang Saphung, Phu Ruea und Tha Li. Alle Landkreise liegen in der Provinz Loei.

## Wirtschaft und Bedeutung
Loei bildet ein bescheidenes Wirtschaftszentrum an der Grenze zu Laos. 
Neben der Landwirtschaft (Baumwolle) werden Kupfererz, Manganerz und andere Erze abgebaut.

### Flughafen
- Flughafen Loei

## Geschichte
1853 wurden unter König Mongkut (Rama IV.) erste Versuche einer gesteuerten Entwicklung des Gebiets unternommen, man machte Loei zur Stadt. Das heutige Mueang Loei war einer der fünf ursprünglichen Distrikte, aus denen 1897 durch die Thesaphiban-Verwaltungsreform die neue Provinz Loei gebildet wurde. Der ursprüngliche Name war Kut Pong, nach dem zentralen Tambon. Erst später erhielt das Gebiet den heutigen Namen Mueang Loei.

## Ausbildung
Im Amphoe Mueang Loei befindet sich die Rajabhat-Universität Loei.

## Verwaltung

### Provinzverwaltung
Der Landkreis Mueang Loei ist in 14 Tambon („Unterbezirke“ oder „Gemeinden“) eingeteilt, die sich weiter in 135 Muban („Dörfer“) unterteilen.
| Nr.  | Name         | Thai    | Muban | Einw.  |
| ---- | ------------ | ------- | ----- | ------ |
| 01.  | Kut Pong     | กุดป่อง   | 0-    | 22.020 |
| 02.  | Mueang       | เมือง    | 13    | 12.298 |
| 03.  | Na O         | นาอ้อ    | 09    | 06.190 |
| 04.  | Kok Du       | กกดู่     | 10    | 07.109 |
| 05.  | Nam Man      | น้ำหมาน  | 06    | 03.912 |
| 06.  | Siao         | เสี้ยว    | 06    | 03.665 |
| 07.  | Na An        | นาอาน   | 12    | 11.985 |
| 08.  | Na Pong      | นาโป่ง   | 16    | 09.937 |
| 09.  | Na Din Dam   | นาดินดำ  | 14    | 10.610 |
| 010. | Nam Suai     | น้ำสวย   | 13    | 10.979 |
| 011. | Chaiyaphruek | ชัยพฤกษ์  | 11    | 06.622 |
| 012. | Na Khaem     | นาแขม   | 09    | 06.797 |
| 013. | Si Song Rak  | ศรีสองรัก | 11    | 08.090 |
| 014. | Kok Thong    | กกทอง   | 05    | 02.702 |

### Lokalverwaltung
Es gibt eine Kommune mit „Stadt“-Status (Thesaban Mueang) im Landkreis:
- Loei (Thai: เทศบาลเมืองเลย) bestehend aus dem kompletten Tambon Kut Pong.

Es gibt fünf Kommunen mit „Kleinstadt“-Status (Thesaban Tambon) im Landkreis:
- Na O (Thai: เทศบาลตำบลนาอ้อ) bestehend aus dem kompletten Tambon Na O.
- Nam Suai (Thai: เทศบาลตำบลน้ำสวย) bestehend aus Teilen des Tambon Nam Suai.
- Na An (Thai: เทศบาลตำบลนาอาน) bestehend aus dem kompletten Tambon Na An.
- Na Pong (Thai: เทศบาลตำบลนาโป่ง) bestehend aus dem kompletten Tambon Na Pong.
- Na Din Dam (Thai: เทศบาลตำบลนาดินดำ) bestehend aus dem kompletten Tambon Na Din Dam.

Außerdem gibt es neun „Tambon-Verwaltungsorganisationen“ (องค์การบริหารส่วนตำบล – Tambon Administrative Organizations, TAO):
- Mueang (Thai: องค์การบริหารส่วนตำบลเมือง) bestehend aus dem kompletten Tambon Mueang.
- Kok Du (Thai: องค์การบริหารส่วนตำบลกกดู่) bestehend aus dem kompletten Tambon Kok Du.
- Nam Man (Thai: องค์การบริหารส่วนตำบลน้ำหมาน) bestehend aus dem kompletten Tambon Nam Man.
- Siao (Thai: องค์การบริหารส่วนตำบลเสี้ยว) bestehend aus dem kompletten Tambon Siao.
- Nam Suai (Thai: องค์การบริหารส่วนตำบลน้ำสวย) bestehend aus Teilen des Tambon Nam Suai.
- Chaiyaphruek (Thai: องค์การบริหารส่วนตำบลชัยพฤกษ์) bestehend aus dem kompletten Tambon Chaiyaphruek.
- Na Khaem (Thai: องค์การบริหารส่วนตำบลนาแขม) bestehend aus dem kompletten Tambon Na Khaem.
- Si Song Rak (Thai: องค์การบริหารส่วนตำบลศรีสองรัก) bestehend aus dem kompletten Tambon Si Song Rak.
- Kok Thong (Thai: องค์การบริหารส่วนตำบลกกทอง) bestehend aus dem kompletten Tambon Kok Thong.